# Breguet Alizé
Breguet Alizé är ett fransktillverkat, hangarfartygsbaserat ubåtsjaktflygplan konstruerat under 1950-talet. Det användes ombord på de franska hangarfartygen Arromanches, Clemenceau och Foch tills de avrustades i slutet av 1990-talet. Alizé är det franska ordet för passadvind.

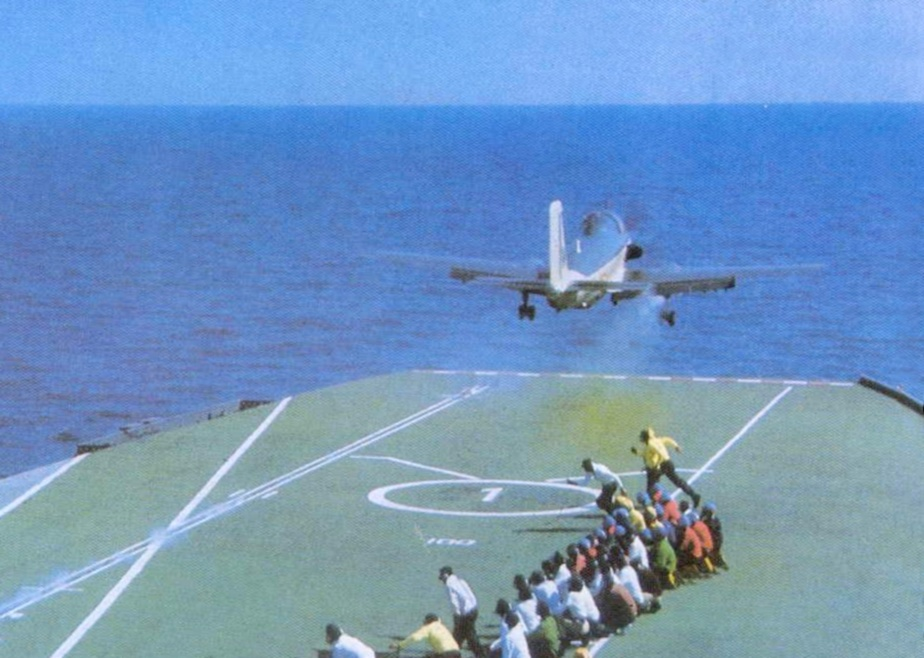
En indisk Alizé startar från hangarfartyget under kriget med Pakistan 1971.

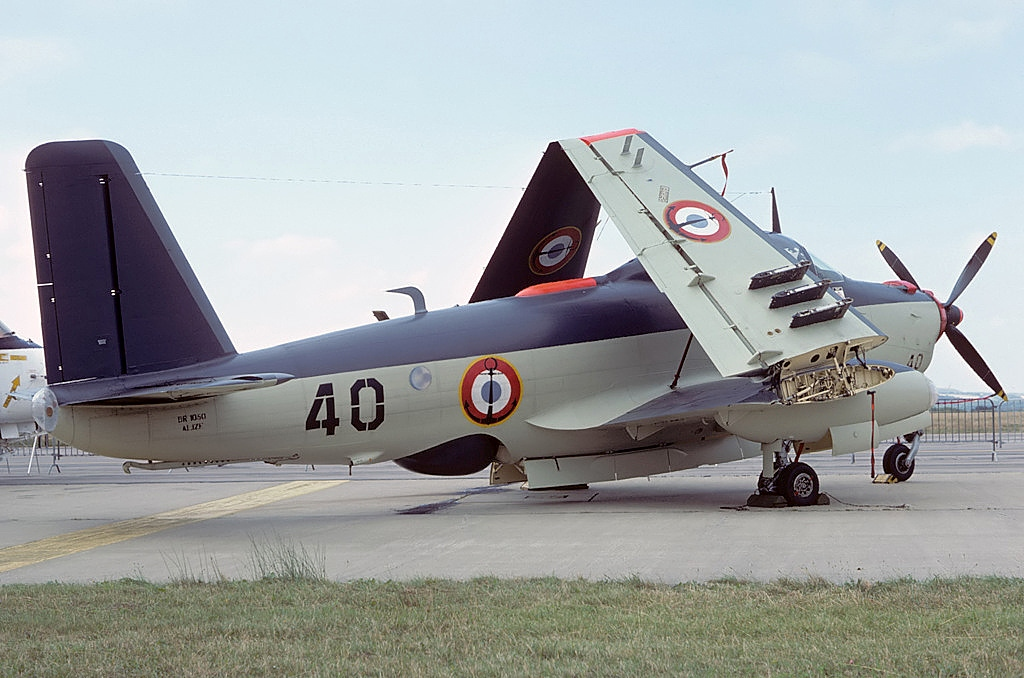
En Alizé med ihopfällda vingar. Notera de öppna luckorna till bombutrymmet och den uppdragna radarkupolen.

## Utveckling
I slutet av 1940-talet utvecklade Breguet attackflygplanet Vulture för att dra nytta av den nya motortekniken. Vulture hade både en turbopropmotor i nosen och en jetmotor i stjärten. Kombinationen var tänkt att ge både god räckvidd och hög maxfart. Franska flottan var dock inte intresserad av något propellerdrivet attackflygplan utan ville i stället ha ett ubåtsjaktflygplan. Breguet byggde då om en Vulture genom att plocka bort jetmotorn och installera en radar i en nedsänkbar gondol i stället. Modellen som kallades Épaulard passade flottans behov betydligt bättre, men många förändringar krävdes innan den uppfyllde alla krav. Bland annat byttes de svepta vingarna från Vulture ut mot raka vingar som gav mer lyftkraft, motorn Armstrong Siddeley Mamba bytes mot den starkare Rolls-Royce Dart och flygkroppen förstorades för att få plats med mer bränsle och ytterligare en besättningsman. Den modifierade modellen fick namnet Alizé.
På 1980-talet uppgraderades 28 stycken Alizé med en modernare Thomson-CSF DRAA-10 Iguane-radar i stället för den äldre DRAA-2 radarn. Dessutom fick de ARAR-12A radarvarnare/radarpejl och stöd för modernare sonarbojar.

## Konstruktion
Alizé är ett lågvingat monoplan huvudsakligen byggt i aluminium. Motorn är en Rolls-Royce Dart turbopropmotor som sitter i nosen med utblåset på styrbords sida. Bakom motorn finns bombutrymmet och ovanpå det förarkabinen med piloten till vänster och navigatören till höger medan radaroperatören sitter bakvänd med ryggen mot navigatören. Bakom bombutrymmet sitter radarn i en nedsänkbar gondol. Vingarna är vikbara för att ta upp mindre plats. Bredden med uppfällda vingar är 7 meter. Alizé kan bära en målsökande L-4 torped eller tre sjunkbomber i bombutrymmet samt antingen sex raketkapslar, två AS.12-robotar eller ytterligare två sjunkbomber under vingarna.
Alizé var ett barn av sin tid. Storleken på de hangarfartyg som de var tänkta att operera ifrån var gränssättande för flygplanets storlek och därmed också dess vikt och kapacitet. Att den bara kunde bära en torped var ett handikapp, likaså aktionstiden på bara fyra timmar.

## Användning

### Frankrike
De första Alizé-flygplanen tilldelades 6:e spaningsflottiljen i Hyères (senare ombaserad till Nîmes) i oktober 1959. Året efter fick även 4:e och 9:e flottiljerna sina flygplan. Deras första uppdrag var att övervaka västra Medelhavet under evakueringen av Algeriet. Mellan 1982 och 1984 genomförde franska flottans hangarfartyg ständiga patruller utanför Libanons kust (operation Olifant) och 1987 och 1988 liknande patruller i Persiska viken (operation Prométhée). Under Kuwaitkriget deltog Clemenceau som vid tillfället inte längre hade några katapulter och därför enbart kunde operera Alizé-flygplan och helikoptrar. Under resten av 1990-talet patrullerade Alizé-flygplan Adriatiska havet under inbördeskriget i Jugoslavien (operation Balbuzard). Alizé togs ur tjänst i september 2000.

### Indien
Den enda exportkunden var Indien som köpte 14 flygplan. De opererade både från hangarfartyget Vikrant och från landbaser. De användes för spaning och havsövervakning både under annekteringen av det då portugisiska Goa 1961 samt under krigen med Pakistan 1965 och 1971. I synnerhet under kriget 1971 genomförde båda sidor omfattande marina operationer och Indiens Alizé-flygplan spelade en viktig roll i flera av dem, framför allt för att upprätthålla Indiens blockad av Östpakistan (idag Bangladesh). Indiska Alizé-flygplan från Vikrant sänkte de pakistanska patrullbåtarna Salamat och Shahbaz samt skadade Jessore. En indisk Alizé sköts ner av en AIM-9 Sidewinder avfyrad från en pakistansk F-104 Starfighter. Indien fortsatte att använda sina Alizé fram till 1991.

## Liknande flygplan
- Fairey Gannet

## Fotnoter
1. ↑  Nummer 62, 63, 66, 67, 71, 78, 79, 81, 82, 83, 84 och 85 nytillverkade samt nummer 14 och 18 begagnade.[1]